# Notiogyne falcata
Notiogyne falcata là một loài nhện trong họ Linyphiidae.
Loài này thuộc chi Notiogyne. Notiogyne falcata được Andrei V. Tanasevitch miêu tả năm 2007.